# Tvåfärgad laxskivling
Tvåfärgad laxskivling (Laccaria bicolor) är en svampart som först beskrevs av René Charles Maire, och fick sitt nu gällande namn av Peter D. Orton 1960. Tvåfärgad laxskivling ingår i släktet Laccaria och familjen Hydnangiaceae.  Arten är reproducerande i Sverige. Inga underarter finns listade i Catalogue of Life.

## Källor

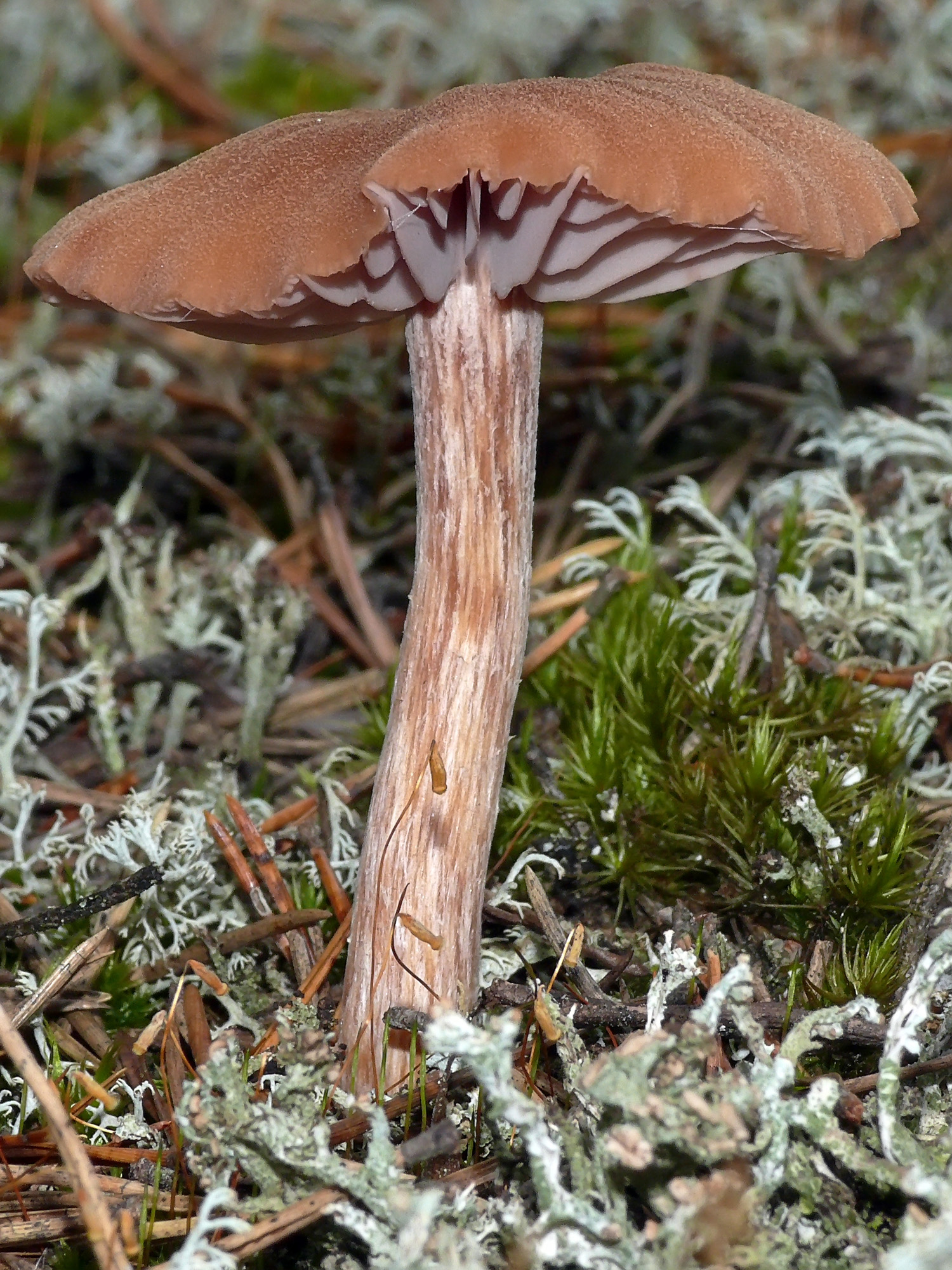
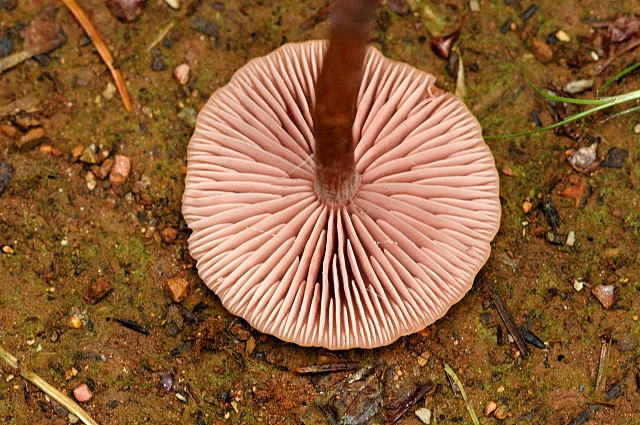